# Давид Албахарі
Давид Албахарі (серб. Давид Албахари, 15 березня 1948 — 30 липня 2023) — сербський письменник, який проживає в Канаді. Албахарі переважно пише романи та оповідання, які часто є автобіографічними.

## Біографія
Народився в сефардській сім'ї. Девід Албахарі вивчав англійську літературу та мову в Загребі. Першу збірку оповідань «Сімейний час» опублікував у 1973 році. Він став популярним у літературних колах завдяки своїй четвертій книзі «Опис смерті», за яку він отримав премію імені Іво Андрича.
У 1991 році Давид Албахарі став президентом Федерації єврейських громад Югославії і працював над евакуацією єврейського населення із Сараєво. У 1994 році переїхав із сім’єю до Калгарі, де і досі живе. Він продовжує писати та публікувати сербською мовою.
Став членом Сербської академії наук і мистецтв на кафедрі мов і літератури 2 листопада 2006 року.

## Особисте життя
Його предком є Нісім Албахарі, якого нагородив Орденом Народного героя Йосип Броз Тіто 27 листопада 1953 року.

## Нагороди
- 1982: «Премія імені Іво Адрича» за збірку оповідань «Опис смерті»
- 1996: «Премія журналу НІН» за роман «Принада»[7]
- 2008: «Премія Золотий соняшник» за збірку оповідань «Щовечора в іншому місті»[8]
- 2012: «Премія Вілениці»

### Збірки оповідань
- 1973 — Сімейний час (серб. Породично време)
- 1978 — Звичайні історії (серб. Обичне приче)
- 1982 — Опис смерті (серб. Опис смрти)
- 1984 — Фрас у сараї (серб. Фрас у шупи)
- 1988 — Простота (серб. Једноставност)
- 1993 — Плащ (серб. Пелерина)
- 1994 — Вибрані історії (серб. Изабране приче)
- 1999 — Незвичайні історії (серб. Необичне приче)
- 2003 — Друга мова (серб. Други језик)
- 2006 — Тіні (серб. Сенке)
- 2008 — Щовечора в іншому місті (серб. Сваке ноћи у другом граду)
- 2017 — 21 історія щастя (серб. 21 прича о срећи)

### Романи
- 1978 — Суддя Димитрієвич (серб. Судија Димитријевић)
- 1988 — Цинк (серб. Цинк)
- 1993 — Коротка книга (серб. Кратка књига)
- 1995 — Снігова людина (серб. Снежни човек)
- 1996 — Приманка (серб. Мамац)
- 1997 — Темно (серб. Мрак)
- 1998 — Гек і Майєр (серб. Гец и Мајер)
- 2001 — Світовий мандрівник (серб. Светски путник)
- 2006 — П'явки (серб. Пијавице)
- 2007 — Людвіг (серб. Лудвиг)
- 2008 — Брат (серб. Брат)
- 2010 — Дочка (серб. Ћерка)
- 2011 — Контрольний пункт (серб. Контролни пункт)